# The Headhunters
The Headhunters je ameriška jazz fusion skupina, ki jo je leta 1973 ustanovil Herbie Hancock. Skupina izvaja zmes jazza, funka in rocka.

## Zgodovina
Prvo zasedbo skupine so leta 1973 sestavljali Hancock (klaviature), Bennie Maupin (saksofon, klarinet), Harvey Mason (bobni), Paul Jackson (bas) in Bill Summers (tolkala). Prvi album, Head Hunters, je bil komercialno zelo uspešen. Prodanih je bilo več kot milijon izvodov albuma. Pred snemanjem naslednjega albuma, Thrust, je Masona na bobnih zamenjal Mike Clark. Tako Mason kot Clark sta prispevala bobne na Hancockovem albumu Man-Child iz leta 1975, kjer je sodelovalo 18 glasbenikov, vključno s Steviejem Wonderjem, ki je posnel orglice pri skladbi »Steppin' in It«.
Leta 1975 je skupina posnela album Survival of the Fittest, prvi album brez Hancocka. Album je vseboval hit skladbo »God Make Me Funky«, vzorce katere so kasneje uporabili številni izvajalci. Na nekaterih novejših izdajah albuma je zvrst skupine poimenovana kot space funk.
Med prehodom iz 70. v 80. leta, se je Hancock oddaljil od skupine, ko se je usmeril v svoje obdobje elektronske glasbe. Skupina je tako vidno prenehala delovati. S Hancockom se je skupina ponovno združila za album Return of the Headhunters, ki je izšel leta 1998.
Clark, Jackson in Summers so od takrat naprej nadaljevali s snemanjem in nastopanjem pod imenom The Headhunters s številnimi gosti, kot sta Victor Atkins ali Robert Walter namesto Hancocka ter saksofonistom Donaldom Harrisonom. Leta 2003 so pri založbi Basin Street Records izdali album Evolution Revolution, leta 2005 pa kot spremljevalna skupina saksofonistke Rebecce Barry posneli njen album Rebecca Barry and the Headhunters. Leta 2008 so se odpravili na turnejo s klaviaturistom Jerryjem Z in basistom T.M. Stevensom, leta 2009 so koncertirali z Geri Allen na klaviaturah in Harrisonom na altovskem saksofonu in Richiejem Goodsom na basu.
Leta 2010 je skupina sklenila pogodbo z jazz založbo Owl Studios iz Indianapolisa. Izdali so album Platinum, pri snemanju katerega so sodelovali številni originalni člani skupine ter številni gostje, kot so Snoop Dogg, George Clinton in Killah Priest.

## Glasbeni stil in vplivi
Glasba skupine je kompleksna zmes številnih stilov in zvrsti, vključno z jazzom, funkom, afriško in karibsko glasbo. Skupina je med prvimi uporabljala elektronske instrumente in efekte.
V notranjih opombah albuma Head Hunters, je Hancock zapisal, da je bila skladba »Sly« poimenovana v čast Slyju Stonu, vodji skupine Sly and the Family Stone. Ta skupina je bila poleg Jamesa Browna, ena najvplivnejših izvajalcev funka. Pri funku je pogosto, da gradi skupina groove okrog basovske linije; tako so bile basovske linije Paula Jacksona pogosto temelj skladb Headhuntersov, kot tudi bobnanje Mika Clarka in Harveyja Masona. Za funk je značilna tudi tehnika gradnje kompleksnih groovov s kombiniranjem številnih majhnih, vendar skrbno povezanih sinkop.
Medtem, ko je preprost funk odvisen od privlačne, plesne dobe s strani bobnarja, je interakcija Clarka in Jacksona potekala okrog motiva groova, s tem pa ustvarila nekaj kompleksnih ritmičnih vzorcev. Najboljši primer tega je glasba z albuma Thrust, še posebej skladba »Actual Proof«.
Zgodnje zasedbe skupine niso vsebovale kitarista. Vse parte, podobne kitarskim, je na prvih dveh albumih obdelal Hancock s skupino z eno izjemo: »ritem kitara«, ki jo je mogoče slišati na začetku skladbe »Chameleon« poleg Hancockovega basovskega sintetizatorja, je bas kitara, ki jo je Jackson igral v zgornjih registrih. Prvič je bila kitara uporabljena na albumu Survival of the Fittest, ko jo je igral Dewayne "Blackbyrd" McKnight.
Čeprav so bili albumi skupine The Headhunters s strani jazzovskih kritikov pogosto označeni kot pop glasba, je bilo kasneje sprejeto dejstvo, da so napravili prispevek kanonu "resnega jazza", ki je tudi vplival na njihovo glasbo. Glasba skupine vsebuje dolge solo in skupinske improvizacije čez progresije akordov, kot je to običajno v mainstream jazzu. Večino jazzovskega materiala je prišla v obliki solov Hancocka in Bennieja Maupina.
Vidna je tudi močna povezava z afriško glasbo, predvsem z večjo tolkal kot pri mainstream jazzu ter obsežnejšim razikovanjem kompleksnih poliritmov, v primerjavi s funkom.
Skupina je uporabljala širok spekter instrumentov. Hancock je uporabljal številne klaviature, od električnih klavirjev Fender Rhodes do Hohner clavinet, kot tudi številne sintetizatorje, večinoma znamke ARP. Maupin je uporabljal basovske, tenorske, altovske in sopranske saksofone, basovski klarinet in basovsko flavto, kot tudi manj znane instrumente, kot sta saxello in lyricon. Med instrumenti skupine so se pojavile tudi nenavadne zadeve, kot so pivske steklenice in zvočna vreča.

## Člani
- Herbie Hancock: klaviature, električni klavirji, sintetizatorji
- Bennie Maupin: saksofoni, saxello, klarineti, flavte, lyricon
- Paul Jackson: bas
- Mike Clark: bobni
- Bill Summers: tolkala
- DeWayne "Blackbyrd" McKnight: električna kitara
- Wah Wah Watson: električna kitara

## Diskografija

### Studijski albumi
| Naslov                     | Podatki                                     | Mesto na lestvici | Mesto na lestvici | Mesto na lestvici |
| Naslov                     | Podatki                                     | ZDA               | ZDA Jazz (Trad.)  | ZDA Jazz (Sod.)   |
| -------------------------- | ------------------------------------------- | ----------------- | ----------------- | ----------------- |
| Head Hunters               | - Leto izdaje: 1973                         |                   |                   |                   |
| Thrust                     | - Leto izdaje: 1974                         |                   |                   |                   |
| Survival of the Fittest    | - Leto izdaje: 1975 - Založba: Arista       | 126               | 12                | —                 |
| Straight from the Gate     | - Leto izdaje: 1977 - Založba: Arista       | —                 | —                 | —                 |
| Return of the Headhunters! | - Leto izdaje: 1998 - Založba: Verve        | —                 | —                 | 9                 |
| Evolution Revolution       | - Leto izdaje: 2003 - Založba: Basin Street | —                 | —                 | —                 |
| Platinum                   | - Leto izdaje: 2011 - Založba: Owl Studios  | —                 | —                 | —                 |

### Album v živo
| Naslov                 | Podrobnosti                                    |
| ---------------------- | ---------------------------------------------- |
| On Top: Live In Europe | - Leto izdaje: 2008 - Založba: BHM Productions |